# Nekrolog Dezember 2018
Nekrolog
◄◄
| ◄
| 2014
| 2015
| 2016
| 2017
| 2018 | 2019 | 2020 | 2021 | 2022 | ►
Januar |
Februar |
März |
April |
Mai |
Juni |
Juli |
August |
September |
Oktober |
November |
Dezember 2018
Weitere Ereignisse | Allgemeiner Nekrolog 2018
Die Beschreibung der verstorbenen Person sollte so kurz wie möglich gehalten sein und nur deren signifikante Tätigkeit(en) enthalten.
Neue Namen ggf. auch unter dem Geburts- und Sterbedatum, also etwa unter 1. Januar und im Geburts- und Sterbejahr (2024) eintragen (nur bei entsprechender großer Wichtigkeit). Für Beispiele siehe die schon vorhandenen Artikel.
Außerdem über die fünf zuletzt Verstorbenen, zu denen es einen ausreichend guten Artikel für eine Präsentation auf der Hauptseite gibt, nach der todesbedingten Überarbeitung der Artikel ggf. auch unter Wikipedia Diskussion:Hauptseite informieren und sie am besten auch in den anderen Wikipedia-Sprachversionen eintragen. Tipp: Regelmäßig bei news.google.de nach „ist tot“, „gestorben“ oder „verstorben“ suchen.
Wenn eine Person gestorben ist, gibt es viele Seiten zu dieser Person in der Wikipedia, die davon auch betroffen sind und entsprechend aktualisiert werden müssen. Beispiele: Namenübersichtsseite, Geburtsjahr, Geburtsort-Seiten und viele mehr.
Wie finde ich die betroffenen Seiten?
Im Suchfeld auf der linken Seite gibt man den Suchbegriff so ein: „Vorname Nachname“. Dann klickt man auf Volltext und alle Seiten mit entsprechendem Suchtext werden aufgerufen. Hier sieht man dann schnell, wo auch das Todesjahr Sinn macht oder sogar ein Teil des Artikels angepasst werden muss. Auch hilft das „Werkzeug“ auf der linken Seite sehr gut, um solche Seiten aufzufinden: „Links auf diese Seite“. Somit ist die Wikipedia wieder aktuell in allen Bereichen! Hinweis: bei Eintragung der Kategorie „Gestorben JAHR“ wird der Missbrauchsfilter 49 ausgelöst, was jedoch nicht schlimm ist. Siehe: Spezial:Missbrauchsfilter/49
Dies ist eine Liste von im Dezember 2018 verstorbenen bekannten Persönlichkeiten. Die Einträge erfolgen innerhalb der einzelnen Daten alphabetisch sortiert. Tiere sind im Nekrolog für Tiere zu finden.

## Dezember
Bearbeitungshinweis: Neue Todesfälle bitte nach Tagen geordnet eintragen. Die Todesfälle desselben Tages bitte in alphabetischer Reihenfolge absteigend einfügen.
| Tag          | Name                               | Beruf, bekannt als                                                    | Alter | Beleg |
| ------------ | ---------------------------------- | --------------------------------------------------------------------- | ----- | ----- |
| 31. Dezember | Claudio Apud                       | argentinischer Fußballspieler                                         | 36    |       |
| 31. Dezember | Rolf-Peter Calliess                | deutscher Jurist                                                      | 83    |       |
| 31. Dezember | Hans Dorn                          | deutscher Landschaftsarchitekt                                        | 78    |       |
| 31. Dezember | Priscilla Parkhurst Ferguson       | US-amerikanische Romanistin und Soziologin                            | 78    |       |
| 31. Dezember | Marlies Flesch-Thebesius           | deutsche Journalistin und Theologin                                   | 98    |       |
| 31. Dezember | Dean Ford                          | britischer Musiker                                                    | 72    |       |
| 31. Dezember | Etty Fraser                        | brasilianische Schauspielerin                                         | 87    |       |
| 31. Dezember | Urbie Green                        | US-amerikanischer Jazzposaunist                                       | 92    |       |
| 31. Dezember | Yorck A. Haase                     | deutscher Bibliothekar                                                | 84    |       |
| 31. Dezember | Kató Havas                         | ungarische Violinistin und Geigenpädagogin                            | 98    |       |
| 31. Dezember | Ernst Hojer                        | deutscher Landschaftsarchitekt                                        | 90    |       |
| 31. Dezember | Kader Khan                         | indischer Drehbuchautor und Schauspieler                              | 81    |       |
| 31. Dezember | Mark Killilea                      | irischer Politiker                                                    | 79    |       |
| 31. Dezember | Maria Magdalena Ludewig            | deutsche Regisseurin und Kuratorin                                    | 36    |       |
| 31. Dezember | Warren MacKenzie                   | amerikanischer Keramiker                                              | 94    |       |
| 31. Dezember | Richard Marks                      | US-amerikanischer Filmeditor                                          | 75    |       |
| 31. Dezember | Al Reinert                         | US-amerikanischer Drehbuchautor und Regisseur                         | 71    |       |
| 31. Dezember | Ray Sawyer                         | US-amerikanischer Sänger und Musiker                                  | 81    |       |
| 31. Dezember | Eric L. Schwartz                   | US-amerikanischer Neurowissenschaftler                                | 71    |       |
| 31. Dezember | István Seregély                    | ungarischer Erzbischof                                                | 87    |       |
| 31. Dezember | Peter Thompson                     | englischer Fußballspieler                                             | 76    |       |
| 30. Dezember | Larry Austin                       | US-amerikanischer Komponist, Dirigent und Musikwissenschaftler        | 88    |       |
| 30. Dezember | Siegfried Bauer                    | deutscher Physiker                                                    | 57    |       |
| 30. Dezember | Seymour S. Cohen                   | US-amerikanischer Biochemiker und Krebsforscher                       | 101   |       |
| 30. Dezember | Peter Robert Franke                | deutscher Althistoriker und Numismatiker                              | 92    |       |
| 30. Dezember | Gerd Gerber                        | deutscher Politiker                                                   | 74    |       |
| 30. Dezember | Edgar Hilsenrath                   | deutscher Schriftsteller                                              | 92    |       |
| 30. Dezember | Armando Janssens                   | belgisch-venezolanischer Priester und Bürgerrechtler                  | 85    |       |
| 30. Dezember | Gerhard Krieger                    | deutscher Theologe und Philosoph                                      | 67    |       |
| 30. Dezember | Erika Liebig                       | deutsche Keramikerin und Grafikerin                                   | 85    |       |
| 30. Dezember | Don Lusk                           | US-amerikanischer Animator und Regisseur                              | 105   |       |
| 30. Dezember | Adolphe Muller                     | luxemburgischer Geologe                                               | 82    |       |
| 30. Dezember | Thomas Pühringer                   | österreichischer Maler und Bildhauer                                  | 78    |       |
| 30. Dezember | Boy Raaymakers                     | niederländischer Trompeter                                            | ≈74   |       |
| 30. Dezember | Georg Schlaga                      | deutscher Politiker                                                   | 94    |       |
| 30. Dezember | Mrinal Sen                         | indischer Filmregisseur                                               | 95    |       |
| 30. Dezember | Héctor Timerman                    | argentinischer Journalist und Politiker                               | 65    |       |
| 30. Dezember | Alexander Ziegert                  | deutscher Geistlicher                                                 | 83    |       |
| 29. Dezember | Erhard Angermann                   | deutscher Maler und Lithograf, Steindrucker und Verleger              | 87    |       |
| 29. Dezember | Lily van den Bergh                 | niederländische Schauspielerin, Journalistin und Dokumentarfilmerin   | 80    |       |
| 29. Dezember | Adelio Cogliati                    | italienischer Liedtexter                                              | 70    |       |
| 29. Dezember | Dick Dolack                        | US-amerikanischer American-Football-Schiedsrichter                    | 84    |       |
| 29. Dezember | Julia Edenhofer                    | deutsche Hörfunkmoderatorin und Buchautorin                           | 72    |       |
| 29. Dezember | Klaus Faißner                      | österreichischer Journalist                                           | ≈48   |       |
| 29. Dezember | Christian Giordano                 | Schweizer Sozialwissenschaftler                                       | 73    |       |
| 29. Dezember | Judith Rich Harris                 | US-amerikanische Psychologin                                          | 80    |       |
| 29. Dezember | Ringo Lam                          | chinesischer Filmregisseur und Drehbuchautor                          | 63    |       |
| 29. Dezember | Udo Madaus                         | deutscher Unternehmer                                                 | 94    |       |
| 29. Dezember | Helmut Maurer                      | deutscher Historiker und Archivar                                     | 82    |       |
| 29. Dezember | Rosenda Monteros                   | mexikanische Schauspielerin                                           | 83    |       |
| 29. Dezember | Balázs Németh                      | österreichischer Pfarrer                                              | 87    |       |
| 29. Dezember | Gustavo Olguín                     | mexikanischer Wasserballspieler und Maler                             | 93    |       |
| 29. Dezember | Aldo Parisot                       | brasilianisch-US-amerikanischer Cellist                               | 100   |       |
| 29. Dezember | Karl-Heinz Schönfelder             | deutscher Amerikanist und Literaturwissenschaftler                    | 95    |       |
| 29. Dezember | "Chugo" Tobar                      | ecuadorianischer Sänger                                               | 74    |       |
| 29. Dezember | Marianna Toli                      | griechische Sängerin und Schauspielerin                               | 66    |       |
| 29. Dezember | Eva Twaroch                        | österreichische Journalistin                                          | 55    |       |
| 29. Dezember | June Whitfield                     | britische Schauspielerin                                              | 93    |       |
| 29. Dezember | Silvius Wodarz                     | deutscher Natur- und Umweltschützer                                   | 88    |       |
| 28. Dezember | Seydou Badian Kouyaté              | malischer Schriftsteller und Politiker                                | 90    |       |
| 28. Dezember | Abdelmalek Benhabyles              | algerischer Politiker                                                 | 97    |       |
| 28. Dezember | Toshiko Fujita                     | japanische Schauspielerin und Synchronsprecherin                      | 68    |       |
| 28. Dezember | René Grignon                       | französischer Radrennfahrer                                           | 68    |       |
| 28. Dezember | Donald F. Sangster                 | kanadischer Lagerstättengeologe und Mineraloge                        | 83    |       |
| 28. Dezember | Santiago García Aracil             | spanischer Erzbischof                                                 | 78    |       |
| 28. Dezember | Evelyn Gressmann                   | deutsche Schauspielerin und Synchronsprecherin                        | 80    |       |
| 28. Dezember | Peter Hill-Wood                    | britischer Bankier und Fußballfunktionär                              | 82    |       |
| 28. Dezember | Albert Josef Hofmann               | Schweizer Physiker                                                    | 85    |       |
| 28. Dezember | Georges Loinger                    | französischer Résistancekämpfer                                       | 108   |       |
| 28. Dezember | Yazmín Marzo                       | argentinische Boxerin                                                 | 23    |       |
| 28. Dezember | Christine McGuire                  | US-amerikanische Sängerin                                             | 92    |       |
| 28. Dezember | Attila Miklósházy                  | ungarisch-kanadischer Bischof                                         | 87    |       |
| 28. Dezember | Robert Edward Mulvee               | US-amerikanischer Bischof                                             | 88    |       |
| 28. Dezember | Amos Oz                            | israelischer Schriftsteller                                           | 79    |       |
| 28. Dezember | Bre Payton                         | US-amerikanische Autorin, Moderatorin und Journalistin                | 26    |       |
| 28. Dezember | Francisco Pérez Abellán            | spanischer Journalist                                                 | 64    |       |
| 28. Dezember | Shehu Shagari                      | nigerianischer Politiker                                              | 93    |       |
| 28. Dezember | Jewgeni Simin                      | russischer Eishockeyspieler und -trainer                              | 71    |       |
| 28. Dezember | Tom Weisner                        | US-amerikanischer Politiker                                           | 69    |       |
| 28. Dezember | Oliver Wright                      | jamaikanischer Boxer                                                  | 71    |       |
| 27. Dezember | Juan Bautista Agüero               | paraguayischer Fußballspieler                                         | 83    |       |
| 27. Dezember | Krishna Ahooja-Patel               | indische Gewerkschafterin, Frauenrechtlerin und Pazifistin            | 89    |       |
| 27. Dezember | Chris Burrous                      | US-amerikanischer Nachrichtensprecher                                 | 43    |       |
| 27. Dezember | Kuno Hämisegger                    | Schweizer Ökonom                                                      | 62    |       |
| 27. Dezember | Sixto Jáuregui                     | peruanischer Karambolagespieler                                       | 87    |       |
| 27. Dezember | Albert Keck                        | deutscher Manager                                                     | 90    |       |
| 27. Dezember | Robert Kerman                      | US-amerikanischer Schauspieler                                        | 71    |       |
| 27. Dezember | Miúcha                             | brasilianische Sängerin und Komponistin                               | 81    |       |
| 27. Dezember | Hans A. Nikel                      | deutscher Publizist, Satiriker und Bildhauer                          | 88    |       |
| 27. Dezember | Albert Olbrechts                   | deutscher Sportler und Unternehmer                                    | 103   |       |
| 27. Dezember | Richard Arvin Overton              | US-amerikanischer Altersrekordler und Weltkriegsveteran               | 112   |       |
| 27. Dezember | Tadeusz Pieronek                   | polnischer Bischof                                                    | 84    |       |
| 27. Dezember | Børge Ring                         | dänischer Zeichentrickfilmer                                          | 97    |       |
| 26. Dezember | Frank Adonis                       | US-amerikanischer Schauspieler                                        | 83    |       |
| 26. Dezember | Theodore Antoniou                  | griechischer Dirigent und Komponist                                   | 83    |       |
| 26. Dezember | Wendy Beckett                      | britische Nonne und Kunsthistorikerin                                 | 88    |       |
| 26. Dezember | Fabio Carpi                        | italienischer Drehbuchautor und Filmregisseur                         | 93    |       |
| 26. Dezember | Michel Ciry                        | französischer Maler, Grafiker, Schriftsteller und Komponist           | 99    |       |
| 26. Dezember | Michael Coudenhove-Kalergi         | österreichischer Maler                                                | 81    |       |
| 26. Dezember | John Culver                        | US-amerikanischer Politiker                                           | 86    |       |
| 26. Dezember | Herb Ellis                         | US-amerikanischer Schauspieler                                        | 97    |       |
| 26. Dezember | Heinrich Fiening                   | deutscher Fußballspieler                                              | 93    |       |
| 26. Dezember | Roy Jay Glauber                    | US-amerikanischer Physiker                                            | 93    |       |
| 26. Dezember | Jorge Grau                         | spanischer Filmregisseur, Maler und Drehbuchautor                     | 88    |       |
| 26. Dezember | Rolf Ostheim                       | österreichischer Rechtswissenschaftler                                | 93    |       |
| 26. Dezember | Lawrence Roberts                   | US-amerikanischer Elektrotechniker und Informatiker                   | 81    |       |
| 26. Dezember | Morton Sobell                      | US-amerikanischer Spion für die Sowjetunion                           | 101   |       |
| 26. Dezember | Peter Swinnerton-Dyer              | britischer Mathematiker                                               | 91    |       |
| 26. Dezember | Elizabeth Zachariadou              | griechische Historikerin                                              | ≈87   |       |
| 25. Dezember | Bill Baillie                       | neuseeländischer Leichtathlet                                         | 84    |       |
| 25. Dezember | Werner Braun                       | israelischer Fotojournalist                                           | 100   |       |
| 25. Dezember | Georg Büchner                      | deutscher Manager                                                     | 87    |       |
| 25. Dezember | Noel Derrick                       | australischer Eishockeyspieler                                        | 92    |       |
| 25. Dezember | Larry Eisenberg                    | US-amerikanischer Schriftsteller und Medizintechniker                 | 99    |       |
| 25. Dezember | Kassian Erhart                     | österreichischer Bildhauer und Klangkünstler                          | ≈70   |       |
| 25. Dezember | Irene Gruss                        | argentinische Lyrikerin                                               | 68    |       |
| 25. Dezember | Anton Hochleitner                  | deutscher Politiker                                                   | 91    |       |
| 25. Dezember | Wolf Kalz                          | deutscher Publizist                                                   | 85    |       |
| 25. Dezember | Yoshitada Kōnoike                  | japanischer Politiker                                                 | 78    |       |
| 25. Dezember | Christoph Kulenkampff              | deutscher Rechtsanwalt                                                | 71    |       |
| 25. Dezember | Isaac Levi                         | US-amerikanischer Philosoph                                           | 88    |       |
| 25. Dezember | Patrice Martinez                   | US-amerikanische Schauspielerin                                       | 55    |       |
| 25. Dezember | Gottfried Miller                   | deutscher Politiker                                                   | 95    |       |
| 25. Dezember | Michael Nudelman                   | israelischer Politiker                                                | 80    |       |
| 25. Dezember | Baldur Ragnarsson                  | isländischer Schriftsteller                                           | 88    |       |
| 25. Dezember | Nancy Roman                        | US-amerikanische Astronomin                                           | 93    |       |
| 25. Dezember | Christian Schafrik                 | deutscher Schlagersänger                                              | 76    |       |
| 25. Dezember | Sigi Schmid                        | deutsch-US-amerikanischer Fußballtrainer                              | 65    |       |
| 24. Dezember | Jozef Adamec                       | tschechoslowakischer Fußballspieler und -trainer                      | 76    |       |
| 24. Dezember | Martha Érika Alonso                | mexikanische Politikerin                                              | 45    |       |
| 24. Dezember | Osvaldo Bayer                      | argentinischer Schriftsteller und Journalist                          | 91    |       |
| 24. Dezember | Cho Kyu-kwang                      | südkoreanischer Jurist                                                | 92    |       |
| 24. Dezember | Lude Döring                        | deutscher Maler und Grafiker                                          | 93    |       |
| 24. Dezember | Ole Ege                            | dänischer Fotograf, Filmproduzent, Schriftsteller und Museumsdirektor | 84    |       |
| 24. Dezember | R. Scott Frey                      | US-amerikanischer Soziologe                                           | 67    |       |
| 24. Dezember | Dieter Happ                        | deutscher Politiker                                                   | 78    |       |
| 24. Dezember | Zsuzsa Kun                         | ungarische Balletttänzerin und -direktorin                            | 84    |       |
| 24. Dezember | Rosario Mazzola                    | italienischer Bischof                                                 | 94    |       |
| 24. Dezember | Rafael Moreno Valle                | mexikanischer Politiker                                               | 50    |       |
| 24. Dezember | Dwight Nelson                      | jamaikanischer Politiker und Gewerkschafter                           | 72    |       |
| 24. Dezember | Peter Nitsche                      | deutscher Historiker                                                  | 85    |       |
| 24. Dezember | Sophie Oluwole                     | nigerianische Philosophin                                             | 83    |       |
| 24. Dezember | Stanko Poklepović                  | jugoslawischer bzw. kroatischer Fußballspieler und -trainer           | 80    |       |
| 24. Dezember | Carlos Rincón                      | kolumbianisch-deutscher Literaturwissenschaftler                      | 81    |       |
| 24. Dezember | Mahmud Haschemi Schahrudi          | iranischer Richter und Politiker                                      | 70    |       |
| 24. Dezember | Franz Schwager                     | österreichischer Politiker                                            | 73    |       |
| 24. Dezember | Jaime Torres                       | argentinischer Musiker                                                | 80    |       |
| 24. Dezember | Hermann Walenta                    | österreichischer Bildhauer, Graphiker und Maler                       | 95    |       |
| 23. Dezember | Werner Ablass                      | deutscher Autor und Coach                                             | 69    |       |
| 23. Dezember | Alfred Bader                       | kanadischer Chemiker, Unternehmer und Kunstsammler                    | 94    |       |
| 23. Dezember | Eileen Battersby                   | irische Literaturkritikerin und Schriftstellerin                      | 60    |       |
| 23. Dezember | Karl Peter Buttler                 | deutscher Botaniker                                                   | 76    |       |
| 23. Dezember | Hille Darjes                       | deutsche Schauspielerin und Hörspielsprecherin                        | 75    |       |
| 23. Dezember | Abdul Manan Farahi                 | afghanischer Fußballspieler                                           | 26    |       |
| 23. Dezember | Franz Paul Gall                    | deutscher Chirurg                                                     | 92    |       |
| 23. Dezember | Schmitto Kling                     | deutscher Jazzgeiger und Geigenbauer                                  | 72    |       |
| 23. Dezember | Troels Kløvedal                    | dänischer Schriftsteller                                              | 75    |       |
| 23. Dezember | Roger Owen                         | britischer Historiker                                                 | 83    |       |
| 23. Dezember | Elias Stein                        | US-amerikanischer Mathematiker                                        | 87    |       |
| 23. Dezember | Günter Wind                        | deutscher Verkehrswissenschaftler                                     | 101   |       |
| 22. Dezember | Talal ibn Abd al-Aziz              | saudischer Prinz und Politiker                                        | 87    |       |
| 22. Dezember | Paddy Ashdown                      | britischer Politiker                                                  | 77    |       |
| 22. Dezember | Hartmut Biermann                   | deutscher Kunst- und Architekturhistoriker                            | 93    |       |
| 22. Dezember | Jean Bourgain                      | belgischer Mathematiker                                               | 64    |       |
| 22. Dezember | Bob Freedman                       | US-amerikanischer Musiker und Arrangeur                               | 94    |       |
| 22. Dezember | Thomas Kenner                      | österreichischer Arzt                                                 | 86    |       |
| 22. Dezember | Robert Kerketta                    | indischer Bischof                                                     | 86    |       |
| 22. Dezember | Gary N. Knoppers                   | kanadischer Theologe                                                  | 62    |       |
| 22. Dezember | Peter Lackner                      | österreichischer Komponist und Dozent                                 | 52    |       |
| 22. Dezember | Jiko Luveni                        | fidschianische Sportlerin, Zahnärztin und Politikerin                 | 72    |       |
| 22. Dezember | Alfred Mechtersheimer              | deutscher Politiker und Publizist                                     | 79    | [ 1 ] |
| 22. Dezember | Horst Richter                      | deutscher Kunstkritiker, Journalist und Autor                         | 92    |       |
| 22. Dezember | Simcha Rotem                       | israelisch-polnischer Widerstandskämpfer                              | 94    |       |
| 22. Dezember | Josef Seuffert                     | deutscher Priester und Kirchenlieddichter                             | 92    |       |
| 22. Dezember | Roberto Suazo Córdova              | honduranischer Politiker                                              | 91    |       |
| 22. Dezember | Anthony Tryon                      | britischer Peer, Geschäftsmann und Politiker                          | 78    |       |
| 21. Dezember | Gerard Bernacki                    | polnischer Bischof                                                    | 76    |       |
| 21. Dezember | Enzo Boschi                        | italienischer Geophysiker                                             | 76    |       |
| 21. Dezember | Reinhold Braschel                  | deutscher Bauingenieur                                                | 76    |       |
| 21. Dezember | Heinrich Eickholt                  | deutscher Heimatforscher                                              | 91    |       |
| 21. Dezember | Carlos Feller                      | argentinischer Opernsänger                                            | 96    |       |
| 21. Dezember | Günter Gattermann                  | deutscher Bibliothekar                                                | 89    |       |
| 21. Dezember | Luigi Giuliani                     | italienischer Schauspieler                                            | 78    |       |
| 21. Dezember | Edda Göring                        | deutsches Familienmitglied                                            | 80    |       |
| 21. Dezember | Johannes Goritzki                  | deutscher Cellist und Dirigent                                        | 76    |       |
| 21. Dezember | Itshak Holtz                       | israelisch-US-amerikanischer Maler, Grafiker und Lithograf            | 93    |       |
| 21. Dezember | Donald P. Kommers                  | US-amerikanischer Politik- und Rechtswissenschaftler                  | 86    |       |
| 21. Dezember | Siegfried Leuchte                  | deutscher Sportwissenschaftler                                        | 67    |       |
| 21. Dezember | Hubert Matthes                     | deutscher Landschaftsarchitekt                                        | 89    |       |
| 21. Dezember | Waltraut Pathenheimer              | deutsche Fotografin                                                   | 86    |       |
| 21. Dezember | Daniela Payssé                     | uruguayische Politikerin                                              | 72    |       |
| 21. Dezember | Wolfgang Pohrt                     | deutscher Sozialwissenschaftler und politischer Publizist             | 73    |       |
| 21. Dezember | Laya Raki                          | deutsche Tänzerin, Sängerin und Schauspielerin                        | 91    |       |
| 21. Dezember | Horst Remane                       | deutscher Chemiehistoriker und Chemiker                               | 77    |       |
| 21. Dezember | Heinz-Hermann Schaper              | deutscher Politiker                                                   | 76    |       |
| 21. Dezember | Rudolf Schlegelmilch               | deutscher Physiker und Paläontologe                                   | 87    |       |
| 21. Dezember | Werner Schulz                      | deutscher Geologe                                                     | 86    |       |
| 21. Dezember | Alejandro Silva Vilches            | chilenischer Fußballspieler                                           | 70    |       |
| 20. Dezember | Karl Wolfgang Barthel              | deutscher Schriftsteller und Journalist                               | 89    |       |
| 20. Dezember | F. W. Bernstein                    | deutscher Lyriker und Karikaturist                                    | 80    |       |
| 20. Dezember | Bea Betz                           | deutsche Architektin                                                  | 90    |       |
| 20. Dezember | Klaus Hagerup                      | norwegischer Schriftsteller, Lyriker, Schauspieler und Regisseur      | 72    |       |
| 20. Dezember | Dennis Johnson                     | US-amerikanischer Mathematiker und Komponist                          | 80    |       |
| 20. Dezember | Helen Jonas-Rosenzweig             | polnische Holocaust-Überlebende                                       | 93    |       |
| 20. Dezember | Stephen I. Katz                    | US-amerikanischer Mediziner                                           | 77    |       |
| 20. Dezember | Mihajlo Mitrović                   | jugoslawischer bzw. serbischer Architekt                              | 96    |       |
| 20. Dezember | Donald Moffat                      | US-amerikanischer Schauspieler                                        | 87    |       |
| 20. Dezember | Ursula Nilgen                      | deutsche Kunsthistorikerin                                            | 87    |       |
| 20. Dezember | Henning Palner                     | dänischer Schauspieler und Synchronsprecher                           | 86    |       |
| 20. Dezember | Teut Wallner                       | deutsch-schwedischer Psychologe und Graphologe                        | 95    |       |
| 19. Dezember | Joana Biarnés                      | spanische Fotojournalistin                                            | 83    |       |
| 19. Dezember | Erwin Buncel                       | kanadischer Chemiker                                                  | 87    |       |
| 19. Dezember | Jacques David                      | französischer Bischof                                                 | 87    |       |
| 19. Dezember | Norman Gimbel                      | US-amerikanischer Liedtexter                                          | 91    |       |
| 19. Dezember | Helmut Hartl                       | österreichischer Botaniker                                            | 77    |       |
| 19. Dezember | Mel Hutchins                       | US-amerikanischer Basketballspieler                                   | 90    |       |
| 19. Dezember | Helena Malotová-Jošková            | tschechoslowakische Basketballspielerin                               | 79    |       |
| 19. Dezember | Peter Masterson                    | US-amerikanischer Schauspieler, Drehbuchautor und Filmregisseur       | 84    |       |
| 19. Dezember | Guy Modeste                        | französischer Fußballspieler                                          | 64    |       |
| 19. Dezember | Alf Nilsson                        | schwedischer Schauspieler                                             | 88    |       |
| 19. Dezember | Hans Günther Pflaum                | deutscher Filmkritiker                                                | 77    |       |
| 19. Dezember | Frank Retzel                       | US-amerikanischer Komponist                                           | ≈70   |       |
| 19. Dezember | Stelvio Rosi                       | italienischer Schauspieler                                            | 80    |       |
| 19. Dezember | Héctor Schmucler                   | argentinischer Semiologe, Kommunikationstheoretiker und Soziologe     | 87    |       |
| 19. Dezember | Bill Sellars                       | britischer Fernsehproduzent und Regisseur                             | 93    |       |
| 19. Dezember | Erwin Stein                        | deutscher Ingenieur                                                   | 87    |       |
| 18. Dezember | David C. H. Austin                 | britischer Rosenzüchter                                               | 92    |       |
| 18. Dezember | Lino Betancourt Molina             | kubanischer Journalist, Radiomoderator und Musikwissenschaftler       | 88    |       |
| 18. Dezember | Jean-Claude Chevalier              | französischer Linguist, Romanist und Grammatiker                      | 93    |       |
| 18. Dezember | Nicolás Dorr                       | kubanischer Theaterdramaturg und Autor                                | 71    |       |
| 18. Dezember | Augusto Fernandes                  | portugiesischer Theaterregisseur                                      | 79    |       |
| 18. Dezember | Inge Gampl                         | österreichische Rechtswissenschaftlerin und Schriftstellerin          | 89    |       |
| 18. Dezember | Lothar Gaul                        | deutscher Ingenieur und Hochschullehrer                               | 72    |       |
| 18. Dezember | Tulsi Giri                         | nepalesischer Politiker                                               | 92    |       |
| 18. Dezember | Masao Itō                          | japanischer Neurowissenschaftler                                      | 90    |       |
| 18. Dezember | Kazimierz Kutz                     | polnischer Filmregisseur und Politiker                                | 89    |       |
| 18. Dezember | Rainer Mackensen                   | deutscher Soziologe                                                   | 91    |       |
| 18. Dezember | Robert Neild                       | britischer Wirtschaftswissenschaftler                                 | 94    |       |
| 18. Dezember | María Jesús Rosa                   | spanische Boxsportlerin                                               | 44    |       |
| 18. Dezember | Shinobu Sekine                     | japanischer Judoka                                                    | 75    |       |
| 18. Dezember | Bill Slater                        | englischer Fußballspieler                                             | 91    |       |
| 18. Dezember | Johannes K. Soyener                | deutscher Schriftsteller                                              | 73    |       |
| 18. Dezember | Theophil Steinbrenner              | deutscher Künstler                                                    | 72    |       |
| 18. Dezember | Jana Štěpánková                    | tschechische Schauspielerin                                           | 84    |       |
| 18. Dezember | Herma Stiglitz                     | österreichische Archäologin                                           | 97    | [ 2 ] |
| 17. Dezember | Jon Bluming                        | niederländischer Judoka und Karateka                                  | 85    |       |
| 17. Dezember | Hans-Klaus Jungheinrich            | deutscher Musikjournalist und -autor                                  | 80    |       |
| 17. Dezember | Zura Karuhimbi                     | ruandische Heilerin                                                   | ~93   |       |
| 17. Dezember | Rolf-Dietrich Keil                 | deutscher Slawist                                                     | 95    |       |
| 17. Dezember | Thea Sofie Kleven                  | norwegische Skispringerin                                             | 17    |       |
| 17. Dezember | Ferdinand Kriwet                   | deutscher Hörspielautor und Künstler                                  | 76    |       |
| 17. Dezember | Adolf Laimböck                     | deutscher Schauspieler                                                | 85    |       |
| 17. Dezember | Jorge Adolfo Carlos Livieres Banks | paraguayischer Bischof                                                | 89    |       |
| 17. Dezember | Galt MacDermot                     | kanadischer Komponist                                                 | 89    |       |
| 17. Dezember | Penny Marshall                     | US-amerikanische Schauspielerin und Filmregisseurin                   | 75    |       |
| 17. Dezember | Paul Meister                       | Schweizer Fechter und Romanist                                        | 92    |       |
| 17. Dezember | Harry Miller                       | US-amerikanischer Mathematiker                                        | 79    |       |
| 17. Dezember | Amélie Mummendey                   | deutsche Sozialpsychologin                                            | 74    |       |
| 17. Dezember | Fritz Novotny                      | deutscher Architekt                                                   | 89    |       |
| 17. Dezember | Anca Pop                           | rumänische Sängerin                                                   | 34    |       |
| 17. Dezember | Juppi Schaefer                     | deutscher Clubbetreiber und Konzertveranstalter                       | 71    |       |
| 17. Dezember | Günter Schnabel                    | deutscher Sportwissenschaftler                                        | 91    |       |
| 17. Dezember | Werner Stern                       | deutscher Fernschachspieler                                           | 86    |       |
| 17. Dezember | Jan Stressenreuter                 | deutscher Schriftsteller                                              | 57    |       |
| 16. Dezember | Irmgard Gaertner-Fichtner          | deutsche Volkswirtin und Politikerin                                  | 88    |       |
| 16. Dezember | Lewis L. Judd                      | US-amerikanischer Psychiater                                          | 88    |       |
| 16. Dezember | Frederick J. Karol                 | US-amerikanischer Chemieingenieur                                     | 85    |       |
| 16. Dezember | Eugène Philippe LaRocque           | kanadischer Bischof                                                   | 91    |       |
| 16. Dezember | John Ford Noonan                   | US-amerikanischer Schauspieler und Drehbuchautor                      | 75    |       |
| 16. Dezember | Mircea Petescu                     | rumänischer Fußballspieler und -trainer                               | 76    |       |
| 16. Dezember | Eduard Rieger                      | österreichischer Politiker                                            | 72    |       |
| 16. Dezember | Helmut S. Ruppert                  | deutscher Journalist und Publizist                                    | 74    |       |
| 16. Dezember | Boris Seldowitsch                  | russischer Physiker                                                   | 74    |       |
| 16. Dezember | Joseph Thomin                      | französischer Radrennfahrer                                           | 87    |       |
| 16. Dezember | Erika Woisin                       | deutsche Politikerin                                                  | 89    |       |
| 15. Dezember | Sylvia Geszty                      | ungarisch-deutsche Opernsängerin                                      | 84    |       |
| 15. Dezember | Ralph Koltai                       | britischer Bühnenbildner                                              | 94    |       |
| 15. Dezember | Milunka Lazarević                  | jugoslawische Schachspielerin                                         | 86    |       |
| 15. Dezember | Carlos López                       | mexikanischer Radrennfahrer                                           | 37    |       |
| 15. Dezember | Albert Loritz                      | deutscher Arrangeur und Komponist                                     | 65    |       |
| 15. Dezember | Arthur Maia                        | brasilianischer Musiker und Komponist                                 | 56    |       |
| 15. Dezember | Philippe Moureaux                  | belgischer Politiker                                                  | 79    |       |
| 15. Dezember | Viorel Firu Smarandache            | rumänischer Fußballspieler                                            | 65    |       |
| 15. Dezember | Jörn Staecker                      | deutscher Archäologe                                                  | 57    |       |
| 15. Dezember | Werner Völschow                    | deutscher Sänger, Kulturwissenschaftler und Rezitator                 | 85    | [ 3 ] |
| 15. Dezember | Johnny Williams                    | US-amerikanischer Jazz-Pianist                                        | 89    |       |
| 15. Dezember | Girma Wolde-Giorgis                | äthiopischer Politiker                                                | 93    |       |
| 15. Dezember | Anat Zamir                         | israelisches Model                                                    | 56    |       |
| 14. Dezember | Marco Antonio Andolfi              | italienischer Schauspieler und Filmregisseur                          | 77    |       |
| 14. Dezember | Salvador Flores Huerta             | mexikanischer Bischof                                                 | 84    |       |
| 14. Dezember | Horst Herold                       | deutscher Kriminalist                                                 | 95    |       |
| 14. Dezember | Patrick Daniel Koroma              | sierra-leonischer Bischof                                             | 68    |       |
| 14. Dezember | Antonio Megalizzi                  | italienischer Radiojournalist                                         | 29    |       |
| 14. Dezember | Joe Osborn                         | US-amerikanischer Studiomusiker                                       | 81    |       |
| 14. Dezember | Brigitte Rauschenbach              | deutsche Philosophin, Politologin und Genderforscherin                | 75    |       |
| 14. Dezember | Ottomar Rothmann                   | deutscher Widerstandskämpfer                                          | 97    |       |
| 14. Dezember | Bruno Schmidt-Bleibtreu            | deutscher Staatsrechtler und Ministerialdirektor                      | 92    |       |
| 14. Dezember | Helmut Schröcke                    | deutscher Mineraloge                                                  | 96    |       |
| 14. Dezember | Bruno Stefanini                    | Schweizer Immobilienbesitzer und Kunstsammler                         | 94    |       |
| 14. Dezember | Thomas Thennatt                    | indischer Bischof                                                     | 65    |       |
| 14. Dezember | Jean-Pierre Van Rossem             | belgischer Politiker und Geschäftsmann                                | 73    |       |
| 14. Dezember | Günther Weinschenck                | deutscher Agrarökonom                                                 | 92    |       |
| 14. Dezember | Charlotte Worgitzky                | deutsche Schriftstellerin                                             | 84    |       |
| 13. Dezember | Ajayan                             | indischer Filmregisseur                                               | 66    |       |
| 13. Dezember | Chérif Chekatt                     | französischer Terrorist                                               | 29    |       |
| 13. Dezember | Bill Fralic                        | US-amerikanischer American-Football-Spieler                           | 56    |       |
| 13. Dezember | John Fujioka                       | US-amerikanischer Schauspieler                                        | 93    |       |
| 13. Dezember | Seán Garland                       | irischer Politiker                                                    | 84    |       |
| 13. Dezember | Herbert Güthlein                   | deutscher Politiker                                                   | 83    |       |
| 13. Dezember | Christopher Hooley                 | britischer Mathematiker                                               | 90    |       |
| 13. Dezember | Moisés Ikonicoff                   | argentinischer Politiker, Anwalt und Ökonom                           | 84    |       |
| 13. Dezember | Noah Klieger                       | israelischer Publizist und Zeitzeuge des Holocaust                    | 92    |       |
| 13. Dezember | Väinö Korhonen                     | finnischer Pentathlet und Fechter                                     | 91    |       |
| 13. Dezember | Sheena Mackintosh                  | britische Skirennläuferin                                             | 90    |       |
| 13. Dezember | Gero Madelung                      | deutscher Luftfahrtingenieur                                          | 90    |       |
| 13. Dezember | Jürgen Manthey                     | deutscher Schriftsteller und Herausgeber                              | 86    |       |
| 13. Dezember | Timothy C. May                     | US-amerikanischer Informatiker                                        | 66    |       |
| 13. Dezember | Eunice Paiva                       | brasilianische Politaktivistin und Anwältin                           | 89    |       |
| 13. Dezember | Lisa Peattie                       | US-amerikanische Anthropologin                                        | 94    |       |
| 13. Dezember | J. Evan Sadler                     | US-amerikanischer Mediziner                                           | 67    |       |
| 13. Dezember | Hans Schmeja                       | österreichischer Philologe                                            | 84    |       |
| 13. Dezember | Nancy Wilson                       | US-amerikanische Jazzsängerin                                         | 81    |       |
| 12. Dezember | Michel Camicas                     | französischer Jazzmusiker                                             | 85    |       |
| 12. Dezember | Noël Duval                         | französischer Archäologe                                              | 88    |       |
| 12. Dezember | Frank Fuchs                        | deutscher Buchdrucker und Genealoge                                   | 54    |       |
| 12. Dezember | Wilhelm Genazino                   | deutscher Schriftsteller                                              | 75    |       |
| 12. Dezember | W. Brantley Harvey                 | US-amerikanischer Politiker                                           | 88    |       |
| 12. Dezember | Jürgen Kiefer                      | deutscher Wissenschaftshistoriker                                     | 64    |       |
| 12. Dezember | Ferenc Kósa                        | ungarischer Filmregisseur                                             | 81    |       |
| 12. Dezember | Carmelo Lazatin                    | philippinischer Politiker und Unternehmer                             | 84    |       |
| 12. Dezember | Troels Wörsel                      | dänischer Maler und Grafiker                                          | 68    |       |
| 11. Dezember | Wolfgang Haase                     | deutscher Physikochemiker                                             | 82    |       |
| 11. Dezember | Helga Henning                      | deutsche Leichtathletin                                               | 81    |       |
| 11. Dezember | Robert Hesse                       | deutscher Unternehmer                                                 | 82    |       |
| 11. Dezember | Jorge López Ruiz                   | argentinischer Jazzmusiker und Komponist                              | 83    |       |
| 11. Dezember | Eleanor Maccoby                    | US-amerikanische Psychologin                                          | 101   |       |
| 11. Dezember | Anatoli Mereschko                  | sowjetischer Militär                                                  | 97    |       |
| 11. Dezember | Nora Miedler                       | österreichische Schriftstellerin und Schauspielerin                   | 40    |       |
| 11. Dezember | Dieter Preßmar                     | deutscher Wirtschaftswissenschaftler                                  | 82    |       |
| 11. Dezember | Bill Siegel                        | US-amerikanischer Dokumentarfilmer                                    | 55    |       |
| 11. Dezember | Martin Stade                       | deutscher Schriftsteller                                              | 87    |       |
| 11. Dezember | Peter William                      | deutscher Wrestler und Wrestlingkommentator                           | 83    |       |
| 11. Dezember | Leo Yankevich                      | US-amerikanischer Dichter                                             | 57    |       |
| 11. Dezember | Jack Zunz                          | britischer Bauingenieur                                               | 94    |       |
| 10. Dezember | Jean Baldassari                    | französischer Radrennfahrer                                           | 92    |       |
| 10. Dezember | Frank Bechhofer                    | britischer Soziologe                                                  | 83    |       |
| 10. Dezember | Hilde Kraska                       | deutsche Tischtennisspielerin                                         | 97    |       |
| 10. Dezember | Annelies Laschitza                 | deutsche Historikerin                                                 | 84    |       |
| 10. Dezember | Andreas Otto                       | deutscher Physiker                                                    | 82    |       |
| 10. Dezember | Adolf Pohl                         | deutscher Theologe                                                    | 91    |       |
| 10. Dezember | Bernd Protzner                     | deutscher Politiker                                                   | 66    |       |
| 10. Dezember | Johann Georg Reißmüller            | deutscher Journalist                                                  | 86    |       |
| 10. Dezember | Robert Spaemann                    | deutscher Philosoph                                                   | 91    |       |
| 10. Dezember | Xavier Tilliette                   | französischer Philosoph und Theologe                                  | 97    |       |
| 10. Dezember | Karl Weiß                          | deutscher Insektenkundler und Imker                                   | 94    |       |
| 9. Dezember  | Robert Bergland                    | US-amerikanischer Politiker                                           | 90    |       |
| 9. Dezember  | William Blum                       | US-amerikanischer Autor                                               | 85    |       |
| 9. Dezember  | Heinz Decker                       | deutscher Biophysiker                                                 | 68    |       |
| 9. Dezember  | Tor Fretheim                       | norwegischer Schriftsteller                                           | 72    |       |
| 9. Dezember  | Riccardo Giacconi                  | italienisch-US-amerikanischer Astrophysiker                           | 87    |       |
| 9. Dezember  | Rodney Kageyama                    | US-amerikanischer Schauspieler                                        | 77    |       |
| 9. Dezember  | Peter Kirchner                     | deutscher Vorsitzender der jüdischen Gemeinde von Ost-Berlin          | 83    |       |
| 9. Dezember  | Irmgard Kuhlee                     | deutsche Malerin und Volkskünstlerin                                  | 91    |       |
| 9. Dezember  | Werner Linkesch                    | österreichischer Mediziner                                            | 71    |       |
| 9. Dezember  | Guire Poulard                      | haitianischer Erzbischof                                              | 76    |       |
| 9. Dezember  | Michael Seymour                    | britischer Szenenbildner                                              | 86    |       |
| 9. Dezember  | Yumiko Shige                       | japanische Seglerin                                                   | 53    |       |
| 9. Dezember  | Ingrid Siebeke                     | deutsche Politikerin                                                  | 94    |       |
| 9. Dezember  | Heinz Stammberger                  | deutsch-österreichischer Mediziner                                    | 72    |       |
| 9. Dezember  | Heinz Weisenbach                   | deutscher Eishockeyspieler und -trainer                               | 73    |       |
| 9. Dezember  | Anne-Gret Winkler                  | deutsche Künstlerin und Galeristin                                    | 74    |       |
| 8. Dezember  | Ljudmila Alexejewa                 | russische Menschenrechtsaktivistin                                    | 91    |       |
| 8. Dezember  | Gerhard L. Bach                    | deutscher Rheumatologe                                                | 84    |       |
| 8. Dezember  | Otto Bayer                         | deutscher Übersetzer                                                  | ≈81   |       |
| 8. Dezember  | Evelyn Berezin                     | US-amerikanische Informatikerin und Unternehmerin                     | 93    |       |
| 8. Dezember  | Karl Eschlböck                     | österreichischer Koch                                                 | 78    |       |
| 8. Dezember  | Ulrich Hadding                     | deutscher Mediziner und Mikrobiologe                                  | 81    |       |
| 8. Dezember  | Elisabeth Jost                     | deutsche Politikerin                                                  | 84    |       |
| 8. Dezember  | Emmanuel Jungclaussen              | deutscher Benediktinerabt und Buchautor                               | 91    |       |
| 8. Dezember  | Wilhelm Koch                       | deutscher Heimatforscher                                              | 92    |       |
| 8. Dezember  | Michele Monti                      | italienischer Judoka                                                  | 48    |       |
| 8. Dezember  | Cemal Nebez                        | kurdischer Sprachwissenschaftler                                      | 85    |       |
| 8. Dezember  | Paul Niedermann                    | deutscher Journalist und Zeitzeuge des Holocaust                      | 91    |       |
| 8. Dezember  | Heinz Palm                         | deutscher Synchronsprecher und Schauspieler                           | 92    |       |
| 8. Dezember  | Herbert Schmidt                    | luxemburgischer Orgelbauer                                            | 86    |       |
| 8. Dezember  | David Weatherall                   | britischer Mediziner und Molekulargenetiker                           | 85    |       |
| 8. Dezember  | Erwin Wedel                        | deutscher Slawist                                                     | 92    |       |
| 7. Dezember  | Andreas Auer                       | Schweizer Staatsrechtler                                              | 70    |       |
| 7. Dezember  | Belisario Betancur                 | kolumbianischer Politiker                                             | 95    |       |
| 7. Dezember  | Anders Jonas Brøns                 | grönländischer Unternehmer                                            | 68    |       |
| 7. Dezember  | Henri Coulet                       | französischer Romanist und Literaturwissenschaftler                   | 98    |       |
| 7. Dezember  | Shmuel Flatto-Sharon               | israelischer Politiker                                                | 88    |       |
| 7. Dezember  | Karl Hempel                        | deutscher Chirurg                                                     | 90    |       |
| 7. Dezember  | Berndt List                        | deutscher Schriftsteller                                              | 74    |       |
| 7. Dezember  | Peter Mihatsch                     | deutscher Manager                                                     | 77    |       |
| 7. Dezember  | Luigi Radice                       | italienischer Fußballspieler und -trainer                             | 83    |       |
| 7. Dezember  | Ina Rösing                         | deutsche Kulturanthropologin                                          | 76    |       |
| 7. Dezember  | Peter Ukrow                        | deutscher Fußballspieler und -trainer                                 | 74    |       |
| 7. Dezember  | Enno Vocke                         | deutscher Manager                                                     | 93    |       |
| 7. Dezember  | Martin Wahl                        | deutscher Pharmazeut und Pharmakologe                                 | 62    |       |
| 6. Dezember  | Hartmut Bremer                     | deutscher Maschinenbauingenieur und Hochschullehrer                   | 73    |       |
| 6. Dezember  | Ace Cannon                         | US-amerikanischer Saxophonist                                         | 84    |       |
| 6. Dezember  | José Castillo                      | venezolanischer Baseballspieler                                       | 37    |       |
| 6. Dezember  | Robin J. H. Clark                  | neuseeländisch-britischer Chemiker                                    | 83    |       |
| 6. Dezember  | Walter E. H. Cockle                | britischer Papyrologe                                                 | 79    |       |
| 6. Dezember  | Ralf Egger                         | österreichischer Maler                                                | 80    |       |
| 6. Dezember  | Győző Forintos                     | ungarischer Schachmeister                                             | 83    |       |
| 6. Dezember  | Harald J. Freyberger               | deutscher Psychiater                                                  | 61    |       |
| 6. Dezember  | Frieder Gröger                     | deutscher Mykologe                                                    | 84    |       |
| 6. Dezember  | Heinz Grohmann                     | deutscher Statistiker und Demograph                                   | 97    |       |
| 6. Dezember  | Larry „The Axe“ Hennig             | US-amerikanischer Wrestler                                            | 82    |       |
| 6. Dezember  | Joseph Joffo                       | französischer Schriftsteller                                          | 87    |       |
| 6. Dezember  | László Lóránd                      | ungarisch-US-amerikanischer Biochemiker und Physiologe                | 95    |       |
| 6. Dezember  | Doris Mayer                        | österreichische Schauspielerin und Schriftstellerin                   | 60    |       |
| 6. Dezember  | Murray Murphey                     | US-amerikanischer Amerikanist und Geschichtsphilosoph                 | 90    |       |
| 6. Dezember  | Karl Raible                        | deutscher Brauwissenschaftler                                         | 94    |       |
| 6. Dezember  | Frank Joseph Rodimer               | US-amerikanischer Bischof                                             | 91    |       |
| 6. Dezember  | Pete Shelley                       | britischer Musiker                                                    | 63    |       |
| 6. Dezember  | Hellmuth Sitte                     | österreichischer Biologe und Universitätsrektor                       | 90    |       |
| 6. Dezember  | Walter Rudolf Trux                 | deutscher Manager                                                     | 90    |       |
| 6. Dezember  | Luis Valbuena                      | venezolanischer Baseballspieler                                       | 33    |       |
| 6. Dezember  | Rüdiger Wuttke                     | deutscher Fußballschiedsrichter                                       | 79    |       |
| 6. Dezember  | Marina Zelić                       | jugoslawische bzw. kroatische Schachspielerin                         | 71    |       |
| 5. Dezember  | Evy Berggren                       | schwedische Turnerin                                                  | 88    |       |
| 5. Dezember  | Egon Bischoff                      | deutscher Tänzer, Choreograf und Ballettdirektor                      | 84    |       |
| 5. Dezember  | Paulus Böhmer                      | deutscher Schriftsteller                                              | 82    |       |
| 5. Dezember  | Peter Boizot                       | britischer Unternehmer                                                | 89    |       |
| 5. Dezember  | Alex Boraine                       | südafrikanischer Theologe                                             | 87    |       |
| 5. Dezember  | Werner Dütsch                      | deutscher Filmredakteur und -produzent                                | ≈79   |       |
| 5. Dezember  | Thor Hansen                        | norwegischer Pokerspieler                                             | 71    |       |
| 5. Dezember  | Dynamite Kid                       | britischer Wrestler                                                   | 60    |       |
| 5. Dezember  | Susanne Kleinhenz                  | deutsche Autorin                                                      | 53    |       |
| 5. Dezember  | Al’Leu                             | Schweizer Künstler und Verleger                                       | 65    |       |
| 5. Dezember  | Alexander Nabben                   | deutscher Vegetarier und Sachbuchautor                                | 65    |       |
| 5. Dezember  | Rudolf Siebenmann                  | Schweizer Pathologe und Hochschullehrer                               | 96    |       |
| 4. Dezember  | Maurice Cosandey                   | Schweizer Bauingenieur und Hochschulpräsident                         | 100   |       |
| 4. Dezember  | Nelson Díaz                        | uruguayischer Fußballspieler                                          | 76    |       |
| 4. Dezember  | Nh. Dini                           | indonesische Schriftstellerin                                         | 82    |       |
| 4. Dezember  | Samson Pollen                      | US-amerikanischer Zeichner                                            | 87    |       |
| 4. Dezember  | Selma Wijnberg                     | niederländisch-US-amerikanische Holocaust-Überlebende                 | 96    |       |
| 3. Dezember  | Rolf Berthold                      | deutscher Diplomat                                                    | 80    |       |
| 3. Dezember  | Markus Beyer                       | deutscher Boxer                                                       | 47    |       |
| 3. Dezember  | Andrei Bitow                       | sowjetisch-russischer Schriftsteller                                  | 81    |       |
| 3. Dezember  | Philip Bosco                       | US-amerikanischer Schauspieler                                        | 88    |       |
| 3. Dezember  | Justin Cartwright                  | britischer Schriftsteller                                             | 75    |       |
| 3. Dezember  | Milena Dapčević                    | jugoslawische Schauspielerin                                          | 88    |       |
| 3. Dezember  | Albert Frère                       | belgischer Finanzinvestor                                             | 92    |       |
| 3. Dezember  | Christof Gestrich                  | deutscher Theologe                                                    | 78    |       |
| 3. Dezember  | Fred Greenstein                    | US-amerikanischer Politikwissenschaftler                              | 88    |       |
| 3. Dezember  | Carl Janelli                       | US-amerikanischer Jazzmusiker                                         | 91    |       |
| 3. Dezember  | Roger Mercer                       | britischer Archäologe                                                 | 74    |       |
| 3. Dezember  | Mervin E. Muller                   | US-amerikanischer Informatiker und Statistiker                        | 90    |       |
| 3. Dezember  | Geoff Murphy                       | neuseeländischer Filmregisseur und Drehbuchautor                      | 80    |       |
| 3. Dezember  | Josep Lluís Núñez                  | spanischer Fußballfunktionär                                          | 87    |       |
| 3. Dezember  | George Nasser                      | US-amerikanischer Mörder                                              | 86    |       |
| 3. Dezember  | Jörg Ruhloff                       | deutscher Erziehungswissenschaftler                                   | 78    |       |
| 3. Dezember  | Jürgen Schieferdecker              | deutscher Maler und Grafiker                                          | 81    |       |
| 3. Dezember  | Ulrich Simon                       | deutscher Archivar                                                    | 64    |       |
| 3. Dezember  | Gert Specht                        | deutscher Chirurg                                                     | 93    |       |
| 3. Dezember  | Rolf Soland                        | Schweizer Historiker                                                  | 69    |       |
| 3. Dezember  | Hans-Günther Thalheim              | deutscher Literaturwissenschaftler und Herausgeber                    | 94    |       |
| 3. Dezember  | Karl Weinhold                      | deutscher Politiker                                                   | 72    |       |
| 2. Dezember  | Paul Trouble Anderson              | britischer DJ                                                         | 59    |       |
| 2. Dezember  | Jost Bauch                         | deutscher Soziologe                                                   | 69    |       |
| 2. Dezember  | Lothar Baumgarten                  | deutscher Künstler                                                    | 74    |       |
| 2. Dezember  | Manfred Bonatz                     | deutscher Geodät                                                      | 86    |       |
| 2. Dezember  | Ugo De Censi                       | italienisch-peruanischer Ordensgeistlicher                            | 94    |       |
| 2. Dezember  | Peter Feil                         | deutscher Posaunist                                                   | 56    |       |
| 2. Dezember  | Gottfried Haschke                  | deutscher Politiker                                                   | 83    |       |
| 2. Dezember  | Josef Krawina                      | österreichischer Architekt                                            | 90    |       |
| 2. Dezember  | Mastanamma                         | indische YouTuberin                                                   | 107   |       |
| 2. Dezember  | Dietrich Nitzsche                  | deutscher Bildhauer                                                   | 84    |       |
| 2. Dezember  | Dimi Palos                         | griechischer Sänger                                                   | 77    |       |
| 2. Dezember  | Fredi Pankonin                     | deutscher Handballtorwart                                             | 91    |       |
| 2. Dezember  | Hartmut Rabes                      | deutscher Mediziner                                                   | 85    |       |
| 2. Dezember  | Hilli Reschl                       | österreichische Tänzerin, Soubrette und Schauspielerin                | 92    |       |
| 2. Dezember  | Perry Robinson                     | US-amerikanischer Jazzklarinettist                                    | 80    |       |
| 2. Dezember  | Paul Sherwen                       | britischer Straßenrennradfahrer und Sportkommentator                  | 62    |       |
| 2. Dezember  | Abu al Umarayn                     | syrischer mutmaßlicher Mörder und Terrorist                           | ?     |       |
| 2. Dezember  | Jürgen Wittdorf                    | deutscher Künstler                                                    | 86    |       |
| 2. Dezember  | Michael Zielonka                   | deutscher Geistlicher und Schriftsteller                              | 76    |       |
| 2. Dezember  | Peter Zintner                      | deutscher Schauspieler                                                | 67    |       |
| 1. Dezember  | Ken Berry                          | US-amerikanischer Schauspieler und Tänzer                             | 85    |       |
| 1. Dezember  | Ennio Fantastichini                | italienischer Schauspieler                                            | 63    |       |
| 1. Dezember  | Dirk Hellhammer                    | deutscher Neuropsychologe                                             | 71    |       |
| 1. Dezember  | Ivan Katardžiev                    | mazedonischer Historiker                                              | 92    |       |
| 1. Dezember  | Wolf Lemke                         | deutscher Segelflugzeugkonstrukteur                                   | ?     |       |
| 1. Dezember  | Andreas Lonardoni                  | deutscher Filmkomponist und Bassist                                   | 62    |       |
| 1. Dezember  | Bernd Martin                       | deutscher Fußballspieler                                              | 63    |       |
| 1. Dezember  | Wolfgang Mayrhuber                 | österreichischer Manager                                              | 71    |       |
| 1. Dezember  | Nicol McCloy                       | britischer Badmintonspieler                                           | 74    |       |
| 1. Dezember  | Harding Meyer                      | deutscher Theologe                                                    | 90    |       |
| 1. Dezember  | Calvin Newborn                     | US-amerikanischer Jazzgitarrist                                       | 85    |       |
| 1. Dezember  | Maria Pacôme                       | französische Schauspielerin                                           | 95    |       |
| 1. Dezember  | Rüdiger Peuckert                   | deutscher Soziologe                                                   | 73    |       |
| 1. Dezember  | Gisbert Schneider                  | deutscher Organist und Kirchenmusikdirektor                           | 84    |       |
| 1. Dezember  | Stefanie Tücking                   | deutsche Fernseh- und Radiomoderatorin                                | 56    |       |
| 1. Dezember  | Jody Williams                      | US-amerikanischer Bluesmusiker                                        | 83    |       |
| 1. Dezember  | Zhang Ouying                       | chinesische Fußballspielerin                                          | 43    |       |
| 1. Dezember  | Scott Stearney                     | US-amerikanischer Marineflieger und Vizeadmiral                       | 58    |       |
| 1. Dezember  | Shoucheng Zhang                    | US-amerikanischer Physiker                                            | 55    |       |

### Datum unbekannt
| Tag                                | Name                  | Beruf, bekannt als                              | Alter | Beleg |
| ---------------------------------- | --------------------- | ----------------------------------------------- | ----- | ----- |
| Dezember                           | Uwe Rabenhorst        | deutscher Ingenieur                             | 85    |       |
| Dezember                           | Harry Stoneham        | britischer Musiker                              | ≈88   |       |
| Ende Dezember                      | Alexander Markowitsch | russischer Pianist und Komponist                | 54    |       |
| Ende Dezember                      | Wallace Peters        | britischer Mediziner                            | 94    |       |
| Nacht vom 29. auf den 30. Dezember | Mike Taylor           | kanadischer Musiker                             | ≈30   |       |
| tot aufgefunden am 25. Dezember    | Ramazan Gençay        | türkisch-kanadischer Wirtschaftswissenschaftler | 57    |       |
| tot aufgefunden am 16. Dezember    | Colin Kroll           | US-amerikanischer Unternehmer                   | 34    |       |
| 2018                               | Shigematsu Yoshinori  | japanischer Fußballspieler                      | 93    |       |